# 今井裕介
今井 裕介（いまい ゆうすけ、1977年9月20日 - ）は、日本の元スピードスケート選手、元競輪選手。長野県南佐久郡臼田町（現・佐久市）出身。身長175cm、体重75kg。

## スケートでの戦績
佐久長聖高等学校時代はショートトラックスピードスケート選手。山梨学院大学入学後にスピードスケートに転向し、長野オリンピックでは1000m11位、1500m16位、ソルトレークシティオリンピックでは1000m15位、1500m34位。トリノオリンピックでは1000m20位、1500m34位。 2001年3月、同種目で1分45秒49の日本新をマークした。世界歴代2位に相当する好記録。メダル候補に浮上したが企業の廃部に伴い、従来の企業スポーツから脱却し選手自らがマネジメントを手掛ける「チームディスポルテ」を設立し、スポンサー探しに奔走した。当初は資金難で「スケートどころではなかった」と振り返るが、地道な活動が徐々に実を結び、ニコンや大相撲の横綱朝青龍が所属する高砂部屋など5社のスポンサーを獲得するまでに至り、中距離のリーダー格として若手をけん引した。
トリノオリンピックを最後に現役を引退。引退会見では、元々世界との差がある種目であることもあって、自身のことを「記録にも記憶にも残らない選手」と表現した。だが10年間以上日本代表チームに属し、日本のスピードスケート界における中距離のエースとして牽引した功績は大きい。

## 競輪での戦績
スピードスケートからの引退後は競輪に転向する意向を示し、2006年8月25日には日本競輪学校の適性試験に合格し第93期生として入学。在校時の競走成績は第1位を記録し2007年10月19日に卒業した。
なお競輪選手としての登録地は同じくスピードスケート出身の武田豊樹や牛山貴広がいる茨城となり、取手競輪場をホームバンクとして先輩の武田豊樹が今井の師匠として練習の指導に当たることになった。競輪デビューとなる初出走は2008年1月9日の西武園競輪場で、初勝利は2008年2月3日の静岡競輪場。
2008年8月8日に3場所連続完全優勝しA級2班へ特別昇班し、直後の8月31日に行われたルーキーチャンピオンレース（若鷹賞）では圧倒的な力の差を見せ優勝し、その後S級1班まで昇格したが特別競輪（GI）への出場は果たせなかった。
2015年8月5日の宇都宮競輪場第2R・A級一般戦で7着となったあと引退することを発表し「スピードスケートのコーチをしている義父の下で働く」とコメントした。
同年8月13日にA級1班在位のまま競輪選手登録消除。通算成績629戦122勝。

## スピードスケート選手時代の主な実績
- 1500m日本記録保持者
- 2004/2005 World Cup 長野大会 1000m 2位
- 2004/2005 World Cup 1000m 総合ランキング7位
- 2005年世界長距離選手権 1000m 9位
- 2005年World Cup トリノ大会1000m2位。